# Фонетика
Фоне́тика (грец. φωνητικός — звуковий) — це розділ мовознавства, в якому вивчають звуковий склад мови. Об'єктом вивчення фонетики є звуки, їх властивості та функції, закономірності поєднання, фонетичні процеси, одиниці, засоби, ознаки, а також інтонація.

## Розділи фонетики
Звуки мови можна вивчати в різних наукових зрізах. Тому фонетику розмежовують на окремі фонетичні розділи.
Щодо часу виділяють:
- історичну (діахронічну) фонетику , що вивчає становлення й розвиток фонологічної мовної системи;
- описову (синхронічну) фонетику , яка досліджує стан фонологічної системи на певному етапі, як правило, на сучасному.

Стосовно мов виокремлюють:
- загальну фонетику, яка аналізує загальні особливості звукового боку мови. Вивчає будову мовного апарату людини та використання його в різних мовах при створенні звуків, розглядає закономірності зміни звуків в мовному потоці, встановлює їх класифікацію, а також встановлює співвідношення між звуками й абстрактними фонетичними одиницями — фонемами, встановлює загальний поділ на звуки, склади та більші одиниці;
- конкретну фонетику, що фіксує звуковий бік окремої мови;
- зіставну фонетику, яка описує звукові особливості однієї мови у порівнянні з іншою чи іншими. Зіставлення власної мови й чужої потрібно в першу чергу для того, щоб побачити та сприйняти особливості іншої мови, але такий підхід також робить доступнішими й закономірності рідної мови. Щобільше, порівняння споріднених мов часто допомагає зрозуміти їхню історичну складову.

Що стосується системи вияву мови, кажуть про:
- фонетику літературної мови (є галуззю вивчення літературної мови)
- діалектну фонетику, що досліджує звуковий бік діалектної мови (є галуззю діалектології)
- фоностилістику, яка вивчає звуковий бік стилістично навантаженого мовлення. (Є галуззю лінгвостилістики)

Відповідно до методів вивчення говорять про теоретичну фонетику, в якій використовують теоретичні методи дослідження, і експериментальну фонетику, де застосовують емпіричні методи дослідження (безпосереднє спостереження й інструментальні методи дослідження: палатографування, рентгенографування, осцилографування, спектрографування, інтонографування тощо).
Стосовно практичного застосування фонетичних знань визначають нормативну фонетику, знання якої застосовують у межах лінгвістичних дисциплін, і прикладну фонетику, знання якої знаходять застосування в межах інших наук (наприклад, логопедії, сурдопедагогіці, криміналістиці, психології, соціології тощо) чи набувають широкого практичного застосування в суспільстві.

## Предмет фонетики
На відміну від інших дисциплін, котрі вивчають мови, фонетика досліджує не тільки мовну функцію, але й матеріальну сторону об'єкта: роботу мовленнєвого апарату, також акустичну характеристику звукових явищ і їхнє сприйняття носіями мови. Особливості вивчення фонетичних проблем у різних напрямках мовознавства розділили фонетику на фонетику у вузькому розумінні, або субстанційну фонетику, та фонологію (функціональну фонетику).
- Предметом фонетики у вузькому її розумінні є звукова субстанція мовлення. До вивчення звукового потоку підходять багатоаспектно, адже звук генерується, передається і сприймається. Відповідно науку про звукову субстанцію формує артикуляційна фонетика, акустична фонетика та перцептивна фонетика.
- Фонологія досліджує особливості й закономірності функціонування звукової матерії лінгвосистеми.

## Артикуляційна фонетика

Місце артикуляції звуків

Артикуляційна фонетика займається проблемами генерації (творення) звуків. Через те предметом артикуляційної фонетики є мовленнєвий апарат людини. Артикуляційна фонетика досліджує енергетичний відділ, що складається з дихального апарату людини (легені, бронхи, трахеї), і покликаний забезпечити необхідний струмінь повітря;генераторний відділ, що позначає гортанний апарат (гортань і голосові зв'язки), і покликаний генерувати фонаційне (голосове) звучання як провідне джерело звуку; резонаторний відділ, тобто надгортанний апарат (ротова, носова і глоткова порожнини), що забезпечує артикулювання необхідного звуку.

Джерела виникнення звуку:
1. фонаційне джерело, тобто коливання голосових зв'язок, що забезпечує утворення голосних, сонорних і дзвінких приголосних;
2. шумове джерело. Шумні звуки можуть утворюватися двома шляхами — турбулентним й імпульсним. Турбулентний шум, тобто турбулентне завихрення повітряного потоку, з'являється у звуженнях артикуляційного тракту і забезпечує утворення глухих щілинних. Імпульсний, або вибуховий, шум твориться внаслідок різкої зміни тиску повітря при явищах зімкнення і розмикання, як наслідок, утворюються глухі проривні;
3. фонаційно-імпульсне джерело. Синкретичний спосіб утворення звуків (поєднує особливості фонаційного й імпульсного джерел). Таким способом творяться дзвінкі проривні.

Прийоми артикуляційної фонетики:
1. самоспостереження (інтроспекція)
2. палатографування;
3. лінгвографування;
4. одонтографування;
5. фотографування;
6. кінознімання;
7. рентгенографування;
8. кінотензоосцилографування;
9. міографування

## Акустична фонетика (фоноакустика)
Акустична фонетика розглядає фізичний аспект звука. Тому об'єктом акустичної фонетики є фізичне середовище, в якому відбувається мовлення. Для звучання в цілому потрібне пружне середовище, в якому воно (звучання) передається коливаннями. Отже, звукове коливання стає предметом акустичної фонетики.
З точки зору акустики, звук мовлення — це явище фізичне, що існує як коливання пружного середовища, яким є повітря. Звукове коливання характеризується величинами, серед яких найважливішими є:
1. Частота — кількість коливань за одиницю часу, вимірюється в Герцах (Гц). Діапазон мовленнєвих частот людини — від 50 до 10 000 Гц;
2. Інтенсивність — амплітуда коливання, тобто розмах коливання, вимірюється децибелами (дБ);
3. Час — тривалість звука, вимірюється в мілісекундах (мс).

Функцією часу є такі величини, як швидкість і прискорення. Інші величини: період, фаза, відхилення.
Акустична модель звукотворення
Найперша акустична модель звукотворення належала Кратценштейну (1779). Класична ж теорія акустичної фонетики спирається на праці Г.Фанта (1964). За теорією Фанта, людина породжує звук певної частоти — основний тон. Проте, рухаючись у мовленнєвому тракті, хвиля резонується і набирає додаткових тонів (гармонік). Водночас хвиля фільтрується: одні тони стають сильніші, інші, навпаки, слабшають — залежно від артикуляційних рухів. Відтак кожен звук набуває свого частотного складу — спектра.
Прийоми в акустичній фонетиці:
1. осцилографування (зображення форми звукової хвилі);
2. спектрографування (зображення частотного спектра звука. Виділяють загальну спектрограму — у площині частота-рівень інтенсивності, а також сонограму — у площині частота-час);
3. інтонографування (зображення контуру інтенсивності звука);
4. тонографування (зображення контуру частоти основного тону).

## Перцептивна фонетика
Перцептивна фонетика досліджує сприйняття, засвоєння і вплив окремих звуків і мовлення загалом.
Людина сприймає звукові коливання в певних частотних межах — від 16 до 20000 Гц. Найкраще сприймається звук у частотному діапазоні від 2000 до 3000 Гц. Низькочастотні звукові хвилі, тобто такі, що мають частоту, меншу за 16 Гц, називаються інфразвуком. Хвилі, що мають частоту, більшу за 20000 Гц, називаються ультразвуком. Найменша зміна сили звука, що сприймає людина, дорівнює зміні інтенсивності в 1 дБ.
Слухова система людини охоплює:
1. Периферійний відділ (зовнішнє, середнє і внутрішнє вухо, де повітряні коливання перетворюються на нервові імпульси);
2. Центральний слуховий шлях, де нервові імпульси передаються в слухову зону кори головного мозку;
3. Слухову зону кори головного мозку, що опрацьовує нервові імпульси.

Людина, сприймаючи частоту основного тону, говорить про висоту голосу (низький голос/високий голос, або бас, баритон, тенор, альт, контральто, сопрано), сприймаючи інтенсивність звука, говорить про силу(гучний, або сильний/ тихий, або слабкий голос), сприймаючи час звучання мовленнєвого сигналу, говорить про тривалість і швидкість мовлення (довго/недовго, швидко/повільно). Сприймаючи гармоніки, говорить про тембр голосу.
Методи перцептивної фонетики:
1. слуховий аналіз;
2. аудиторський аналіз.

## Фонетичні процеси
- Дивергенція